# Cyperochloa hirsuta
Cyperochloa hirsuta är en gräsart som beskrevs av Michael Lazarides och L.Watson. Cyperochloa hirsuta ingår i släktet Cyperochloa, och familjen gräs. Inga underarter finns listade i Catalogue of Life.